# حرب الأربعين عاما
حرب الأربعين عامًا ( (بالبورمية: အနှစ်လေးဆယ်စစ်)‏ ؛ 1385 – 1424؛ أيضًا حرب Ava-Pegu أو حرب Mon-Burmese ) هي حرب عسكرية وقعت بين مملكة آفا الناطقة باللغة البورمية ومملكة هنثوادي الناطقة بلغة مون. دارت الحرب في فترتين منفصلتين، من 1385 إلى 1391م، ومن 1401 إلى 1424م، توقفت بسبب هدنتين في 1391-1401 و1403-1408. جرى القتال في المقام الأول في ما يعرف ببورما السفلى اليوم وأيضًا في بورما العليا وولاية شان وولاية راخين. انتهى الأمر في طريق مسدود، لكن حافظت مملكة هنثوادي على استقلالها، وانتهت جهود مملكة آفا فعليًا التي كانت تسعى من خلالها لإعادة بناء مملكة باغان السابقة.

## المرحلة الأولى
في المرحلة الأولى من الحرب، بدأ سوا ساو كي من مملكة آفا بغزو بيغو خلال صراعات الخلافة في المملكة. بدأت الحرب في وقت ما بين عامي 1384 و 1386.  هزم الملك الشاب الجديد لبيجو رزاداريت بمساعدة القادة بيات زا ودين ماني يوت ولاجون عين وإيمونتايا غزوات آفا المتعددة. في عام 1391، كان على مملكة آفا الموافقة على هدنة استمرت حتى عام 1401.

## المرحلة الثانية
بدأت المرحلة الثانية من الحرب من طرف بيغو. للاستفادة من أزمة خلافة الأسرة الحاكمة في آفا، غزا رازاداريت بورما العليا بأسطول كبير في عام 1401. صمدت دفاعات آفا، ووافق رازاداريت ومينخونغ الأول من آفا على هدنة أخرى عام 1403. استمرت الهدنة الثانية أقل من خمس سنوات حيث سرعان ما انطلقت آفا في فورة توسّع، وضمّت ولايتي شان كالي وموهنين في الشمال وأراكان في الغرب بين عامي 1404 و 1406. لم يستطع بيغو تقبّل توسعات آفا، فجدّد الحرب. في عام 1408، طردت قوات بيجوان قوات أفان من أراكان. وجدت بيغو أيضًا حليفًا في ولاية شان في ثيني (هسينوي)، والذي أراد أيضًا الحدّ من طموحات آفا.
بين عامي 1408 و 1413، أُجبرت آفا على القتال على جبهات متعددة: ثيني في الشمال وبيغو في الجنوب والغرب (أراكان). ومع ذلك، بحلول عام 1412، بدأت قوات أفان، بقيادة ولي العهد الأمير مينيي كياو سوا، في التفوّق. هزم مينيي كياو سوا وحلفائه الصينيين عام 1412. غزا بلد هانثاوادي بكامل قوته في عام 1414، وغزا دلتا إيراوادي في عام 1415، ما أجبر رازاداريت على الفرار من بيغو إلى مارتابان. لكن مينيي كياو سوا قُتل في المعركة في مارس 1415.

## النهاية
بعد وفاة مينيي كياو سوا، تبدد الحماس للحرب من كلا الجانبين. قامت ثلاث حملات أخرى فقط (1416-1417 و 1417-1418 و 1423-1424) لكن بفتور. في الفترة 1421-1422، توفي المنافسان اللدودان مينخوانغ الأول ورازاداريت. جاءت الحملة الأخيرة للحرب في نوفمبر 1423 عندما غزا ملك آفا الجديد ثيهواثو دولة هانثاوادي خلال صراعاتها على الخلافة. تصالح ولي عهد بيغو، بينيا ران، مع آفا بإعطاء أخته الكبرى شين سوبو إلى ثيهواثو. انسحبت قوات آفا في أوائل عام 1424 منهية الحرب التي استمرت أربعة عقود.